# 隅野隆徳
隅野 隆徳（すみの たかのり、1935年 - ）は、日本の法学者（憲法学）。専修大学名誉教授。

## 来歴
東京府に生まれる。戦時中に集団疎開を経験した後に、1958年に東京大学法学部第二類卒業。1963年に同大学院博士課程を中退した。同年に専修大学法学部講師に就任、1968年に助教授、1975年に教授となり、法学部長などを歴任した。専修大学に42年間勤務し、主に憲法学の研究・教育に従事した。2005年に同大学名誉教授。

## 政治活動
九条の会など護憲を主張する論客としての市民活動もあり、共産党推薦で参議院憲法調査会公述人として出席している。国民投票法や教育基本法改正、有事法制などに批判的である。憲法改悪阻止各界連絡会議代表幹事などを務め、共同声明での政治的意思表明をすることも多い。

## 研究活動
日本公法学会、日本財政法学会などに所属した。人身の自由、基本的人権、日本国憲法改正問題などに言及した。

## 著書
- 『日本国憲法50年と改憲動向』（学習の友社、1997年）
- 『欠陥「国民投票法」はなぜ危ないのか』（アスキー・メディアワークス、2010年）

## 論文
- 国立情報学研究所収録論文 国立情報学研究所.2010-05-07閲覧。